# Soffroy (évêque de Grenoble)
Soffroy (ou Soffrey), mort très probablement le 22 juin 1237, est un évêque et prince de Grenoble de la première moitié du XIIIe siècle.

## Biographie

### Origines
Les origines de Soffroy, parfois Soffred (Soffredus,) ne sont pas connues.
Les documents médiévaux permettent de le désigner comme moine de la Grande Chartreuse (Dauphiné). Il devient cependant abbé de Saint-Chaffre, situé en Velay.

### Épiscopat
Après une période de vacance, Soffroy accède au trône épiscopal de Grenoble à la suite de l'élection par le Chapitre, en 1222,. Certains le donnent l'année suivante, notamment Bligny. Cependant, selon le Cartulaires des Écouges, il est présent en 1222 lors d'une donation de Guigues de Sassenage à la Chartreuse des Écouges,. Il semble, par ailleurs, destinataire, avec le doyen du Chapitre, de la lettre du pape Honorius III, du 28 mars 1222.
En janvier 1226 (bien que l'acte soit daté de l'année précédente),, en accord avec le Dauphin, André, la ville de Grenoble obtient des libertés,,.
Il est répertorié dans plusieurs actes du Regeste dauphinois (cf. bibliographie).
André Dauphin établit un chapitre de religieux sur ses terres de Champagnier, à proximité de Grenoble,. Soffroy apporte son soutien en autorisant l'installation de treize chanoines dans l'église de Champagnier,,. L'année suivante, il accepte le transfert de ces derniers à Grenoble, dans les églises Saint-André et Saint-Jean,.
En mars 1229, il est désigné, aux côtés de grands seigneurs, pour arranger un traité de paix entre le comte de Genève, Guillaume II, et le seigneur de Faucigny, Aymon II,,.
Vers 1232, il fait partie des prélats de la région soutenant la candidature du chartreux Boniface, fils du comte de Savoie, au siège épiscopal de Belley.
Edmond Maignien relevait comme dernier acte connu de l'évêque un accord avec le prieur de Saint-Martin-de-Miséré (actuel Montbonnot-Saint-Martin), en 1236. Avant le 12 juin 1237, il aurait fait également une donation à Saint-Chaffre. Maignien le donne comme participant, le 11 juin 1237, à l'hommage rendu au Dauphin par le seigneur de Rancurel.

### Fin de vie et succession
L'obituaire de Soffroy place sa mort au 22 juin 1237, dans le Regeste dauphinois (1913) tout comme Maignien (1870) ou encore Prudhomme (1888). Le site catholic-hierarchy.org donne sa mort en 1230. Prudhomme indique qu'il meurt peu de temps après le Dauphin et qu'il aurait été présent lors de l'établissement du testament
Il lègue ses biens à Saint-Martin-de-Miséré.
Le Calalogue, repris par Chevalier (1868), Maignien (1870) ou encore Bligny (1979) placent Pierre II, dit Equa/Aqua à sa suite. Les Cartulaires et la Gallia Christiana plaçaient Pierre II avant Soffroy.

## Sceau
Plusieurs actes de l'évêque sont accompagnés d'un sceau (Regeste dauphinois). Il en existe deux sortes : S. SOFREDI EPISCOPI GRACINOPOLITANI. Dans les premiers, l'évêque se tient debout, crossé et mitré, bénit de la main droite. Dans les seconds, seule la dimension est différente.